# Unterseeboot 1021
L'Unterseeboot 1021 ou U-1021 est un sous-marin allemand (U-Boot) de type VIIC/41 utilisé par la Kriegsmarine pendant la Seconde Guerre mondiale.
Le sous-marin est commandé le 13 juin 1942 à Hambourg (Blohm + Voss), sa quille posée le 6 mai 1943, il est lancé le 13 avril 1944 et mis en service le 25 mai 1944, sous le commandement de l'Oberleutnant zur See William Holpert.
L'U-1021 n'endommage ni ne coule aucun navire au cours de l'unique patrouille (36 jours en mer) qu'il effectue.
Il coule en heurtant une mine dans l'Atlantique Nord en janvier 1945.

## Conception
Unterseeboot type VII, l'U-1021 avait un déplacement de 769 tonnes en surface et 871 tonnes en plongée. Il avait une longueur hors-tout de 67,10 m, un maître-bau de 6,20 m, une hauteur de 9,60 m et un tirant d'eau de 4,74 m. Le sous-marin était propulsé par deux hélices de 1,23 m, deux moteurs diesel Germaniawerft M6V 40/46 de 6 cylindres en ligne de 1 400 cv à 470 tr/min, produisant un total de 2 060 à 2 350 kW en surface et de deux moteurs électriques Brown, Boveri & Cie GG UB 720/8 de 375 cv à 295 tr/min, produisant un total 550 kW, en plongée. Le sous-marin avait une vitesse en surface de 17,7 nœuds (32,8 km/h) et une vitesse de 7,6 nœuds (14,1 km/h) en plongée. Immergé, il avait un rayon d'action de 80 milles marins (150 km) à 4 nœuds (7,4 km/h; 4,6 milles par heure) et pouvait atteindre une profondeur de 230 m. En surface son rayon d'action était de 8 500 milles nautiques (soit 15 700 km) à 10 nœuds (19 km/h).
L'U-1021 était équipé de cinq tubes lance-torpilles de 53,3 cm (quatre montés à l'avant et un à l'arrière) et embarquait quatorze torpilles. Il était équipé d'un canon de 8,8 cm SK C/35 (220 coups), d'un canon antiaérien de 20 mm Flak et d'un canon 37 mm Flak M/42 qui tire à 15 350 mètres avec une cadence théorique de 50 coups par minute. Il pouvait transporter 26 mines TMA ou 39 mines TMB. Son équipage comprenait 4 officiers et 40 à 56 sous-mariniers.

## Capteurs

### Appareils d'écoute sous-marin

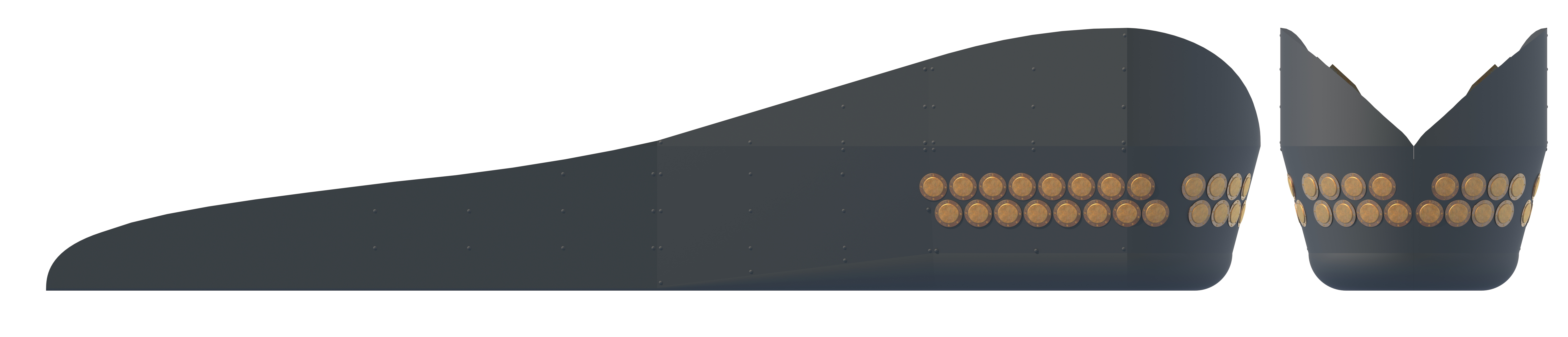
Vue d'un Balcongerät équipé sur le type VIIC.

L'U-1021 était l'un des dix U-Boote de type VII équipé d'un Balkongerät (littéralement « Appareil de balcon ou d'équipement »). Le Balkongerät était utilisé par les sous-marins U-682, U-788, U-799, U-997, U-1021, U-1105, U-1172, U-1306, U-1307 et U-1308.
Ce système contenant 48 récepteurs sonores, placé à l'avant de la quille équipait tous les Type XXI et Type XXIII et également sur plusieurs Type IX et Type X. Le Balkongerät était une version améliorée du Gruppenhorchgerät (en) (GES). Le GES avait 24 hydrophones et le Balkongerät le double, ce qui permettait aux sous-marins de pister les bâtiments de surface.
Le principe des hydrophones est simple. Deux paires de microphones sous-marins écoutent le son des d'hélices des navires. En mesurant le temps nécessaire pour que le son arrive à chacun des microphones, le dispositif détermine la position et la distance du navire, par triangulation. L'opérateur radio peut également déterminer s'il s'agit d'un navire marchand ou de guerre, en fonction de sa vitesse de déplacement.
Avec une vitesse se propageant plus de quatre fois plus vite dans l'eau que dans l'air, les hydrophones pouvaient capter des signaux de convois voyageant à plus de 100 kilomètres de distance.
Pour l'efficacité maximale du dispositif, l'U-Boot devait faire surface et arrêter tous ses moteurs pendant quelques minutes lors des écoutes par hydrophones, lui procurant l'avantage d'être passif.

## Historique
Il reçut sa formation de base au sein de la 31. Unterseebootsflottille jusqu'au 30 novembre 1944, puis il intégra sa formation de combat dans la 11. Unterseebootsflottille.
L'U-1021 est équipé d'un schnorchel vers la mi-1944.
Sa première patrouille est précédée de courts passages à Kiel, à Horten et à Bergen. Elle commence le 20 février 1945 au départ de Bergen pour les côtes britanniques, vers Land's End.
Une évaluation d'après-guerre affirme que l'U-1021 aurait été coulé le 30 mars 1945, dans Le Minch (Hébrides), par des charges de profondeur des frégates britanniques HMS Rupert (en) et HMS Conn (en).

### Découverte et révision des faits
L'épave de l'U-1021 est localisée et identifiée par l'archéologue sous-marin Innes McCartney et par l'historien Axel Niestle en décembre 2006, à 7 milles marins (12,964 km) au large de Newquay, (Cornouailles), gisant à 50 mètres de profondeur à la position 50° 39′ 08″ N, 5° 05′ 01″ O. Elle est proche d'un autre U-Boot, l'U-400.
D'autres recherches faites par Innes McCartney concluent que les deux sous-marins ont coulé dans le canal de Bristol, dans le champ de mines britannique HW A3, posé par le HMS Apollo le 3 décembre 1944.
L'attaque du 30 mars 1945 a coulé l'U-965.

## Affectations
- 31. Unterseebootsflottille du 25 mai 1944 au 30 novembre 1944 (Période de formation).
- 11. Unterseebootsflottille du 1er décembre 1944 au 14 mars 1945 (Unité combattante).

## Commandement
- Oberleutnant zur See William Holpert du 25 mai 1944 au 14 mars 1945.

## Patrouilles
|       | Commandant            | Départ          | Départ | Arrivée         | Arrivée | Jours    | Succès |
| ----- | --------------------- | --------------- | ------ | --------------- | ------- | -------- | ------ |
|       | Oblt. William Holpert | 4 février 1945  | Kiel   | 8 février 1945  | Horten  | 5 jours  |        |
|       | Oblt. William Holpert | 10 février 1945 | Horten | 13 février 1945 | Bergen  | 4 jours  |        |
|       | Oblt. William Holpert | 16 février 1945 | Bergen | 19 février 1945 | Bergen  | 4 jours  |        |
| 1     | Oblt. William Holpert | 20 février 1945 | Bergen | 14 mars 1945    | Coulé   | 23 jours |        |
| Total | Total                 | Total           | Total  | Total           | Total   | 36 jours | 0 t    |

Note : Oblt. = Oberleutnant zur See